# Кристиан Эберхард
Кристиан Эберхард (нем. Christian Eberhard, в.-фриз. Kristiaan Evert), по прозванию Миролюбивый (нем. der Friedsame; 1 октября 1665, Эзенс, княжество Остфрисланд — 30 июня 1708, Аурих, княжество Остфрисланд) — князь Остфрисланда с 1 октября 1665 (до 1690 при регенте) по 30 июня 1708 года; представитель дома Кирксена.

## Биография
Кристиан Эберхард родился 1 октября 1665 года в Эзенсе. Незадолго до рождения принца умер его отец Георг Кристиан, князь Остфрисланда. Регентом при малолетнем наследнике стала его мать Кристина Шарлотта, урождённая принцесса Вюртембергская. До десяти лет Кристиан Эберхард рос при дворе в Аурихе. В 1675 году юного князя отправили получать образование за границу. Кристиан Эберхард побывал в Республике Соединённых Провинций и во Французском королевстве, где в Париже встречался с королём Людовиком XIV. Затем он посетил Пьемонтское княжество, Папскую область и Неаполитанское королевство, Австрийское эрцгерцогство.
Князь не спешил приступать к самостоятельному управлению княжеством. Только в 1690 году он прекратил правление матери. В период её регентства в княжестве обострился конфликт между правившим домом и общинами. Своё правление Кристиан Эберхард начал с разрешения споров; в 1693 году в Ганновере и в 1698 году в Аурихе ему удалось договориться с представителями общин. За установление мира в княжестве, он получил прозвание «Миролюбивого». Князь был одним из немногих правителей, к которому жители города Эмдена относились с уважением, которое продемонстрировали во время его визита в город в 1699 году.
Кристиан Эберхард был разумным, толерантным и благочестивым человеком. Он предоставил реформатам свободу вероисповедания, хотя сам был лютеранином. Им был подготовлен договор о наследовании княжества Эрнстом Августом, курфюрстом Ганновера из дома Вельфов, в случае пресечения главной линии дома Кирксена. Соглашение не получило утверждение императора Леопольда I, который определил наследование имперского лена в пользу Фридриха I, курфюрста Бранденбурга и первого короля Пруссии из дома Гогенцоллернов. Это послужило основанием для аннексии княжества Прусским королевством в 1744 году, после пресечения главной линии дома Кирксена.
С самого детства князь имел слабое здоровье, поэтому его всегда сопровождал личный врач Эберхард Бакмайстер. Кристиан Эберхард умер в Аурихе 30 июня 1708 года на сорок третьем году жизни. Его похоронили в усыпальнице дома Кирксена в Аурихе. Князю наследовал второй сын Георг Альбрехт.

## Браки и потомство
В Байройте 3 марта 1685 года Кристиан Эберхард, князь Остфрисланда сочетался браком с двоюродной сестрой Эбергардиной Софией Эттингенской (16.8.1666 — 30.10.1700), дочерью Альбрехта Эрнста I, князя Эттинген-Эттингена и Кристины Фридерики Вюртембергской. Тёща князя была родной сестрой его матери. В браке у супругов родились десять детей:
- Леопольд Игнац (10/20.2.1687 — 11/21.6.1687), принц Остфрисландский, умер вскоре после рождения;
- Кристина София (16.3.1688 — 31.3.1750), принцесса Остфрисландская, 31 декабря 1728 года в Рудольштадте сочеталась браком с Фридрихом Антоном (14.8.1692 — 1.9.1744), князем Шварцбург-Рудольштадта;
- Мария Шарлотта (10.4.1689 — 9.12.1761), принцесса Остфрисландская, 10 апреля 1709 года в Аурихе сочеталась браком с двоюродным дядей, принцем Фридрихом Ульрихом Остфрисландским (31.12.1667 — 13.3.1710);
- Георг Альбрехт (13.6.1690 — 12.6.1734), князь Остфрисланда, кавалер ордена Слона с 1722 года, сочетался первым браком 24 сентября 1709 года в Идштайне с Луизой Кристиной Нассау-Идштайнской (31.3.1691 — 13.4.1723), дочерью Георга Августа, графа Нассау-Идштейна, и Доротеи Генриетты Эттингенской, вторым браком 8 декабря 1723 года в Беруме с Софией Каролиной Бранденбург-Кульмбахской (1705 — 7.6.1764), дочерью Кристиана Генриха, маркграфа Брандендбург-Кульмбаха и Софии Кристины фон Вольфштайн;
- Ульрих Фридрих (18.7.1691 — 21.9.1691), принц Остфрисландский, умер вскоре после рождения;
- Карл Энно (25.12.1692 — 3.8.1709), принц Остфрисландский, умер раннем возрасте;
- Фридерика Вильгельмина (4.10.1695 — 29.7.1750), принцесса Остфрисландская, канонисса в Херфорде;
- Энно Август (13.2.1697 — 3.8.1725), принц Остфрисландский;
- Юлиана Луиза (13.6.1698 — 6.2.1740), принцесса Остфрисландская, 17 февраля 1721 года в Брауншвейге сочеталась браком с Иоахимом Фридрихом (9.5.1668 — 25.1.1722), герцогом Шлезвиг-Гольштейн-Зондербург-Плёна;
- Кристина Шарлотта (17.9.1699 — 23.8.1733), принцесса Остфрисландская[3].

После смерти первой жены Кристиан Эберхард сочетался вторым морганатическим браком в 1701 году с фрейлиной покойной супруги Анной Юлианой фон Клайнау (1674—1727), дочерью дворян Генриха фон Клайнау и Софии Клары, урожденной фон дер Остен. Князь даровал ей титул баронессы фон Зандхорст. В этом браке из трёх детей выжил единственный ребёнок – дочь София Антуанетта Юлиана (4.1.1707 — 14.1.1725), баронесса фон Зандхорст, которая умерла от оспы в раннем возрасте и была похоронена в усыпальнице дома Криксена в Аурихе.